# Aussteuerungsmesser
Ein Aussteuerungsmesser (auch: Pegelmesser) ist ein Messgerät zur Kontrolle der Aussteuerung von Audiosignalen. Aussteuerungsmesser werden für die korrekte Aussteuerung bzw. Einstellung des Pegels von Audiosignalen bei Tonaufnahmen, Rundfunk-Übertragungen oder Live-Konzerten benötigt, kommen also in der Rundfunktechnik, der Tonstudiotechnik und der Veranstaltungstechnik zum Einsatz. Sie gehörten früher auch zur Standardausstattung von analogen HiFi-Kassettendecks und Tonbandgeräten, die mittlerweile durch die Digitaltechnik vom Markt verdrängt wurden.

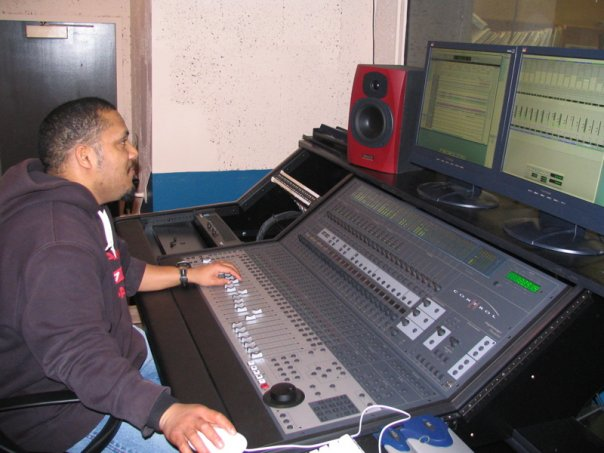
Ein Tontechniker kontrolliert an einem DAW-Controller eine Tonaufnahme über Aussteuerungsmesser im Controller und auf zusätzlichen LCD-Monitoren.

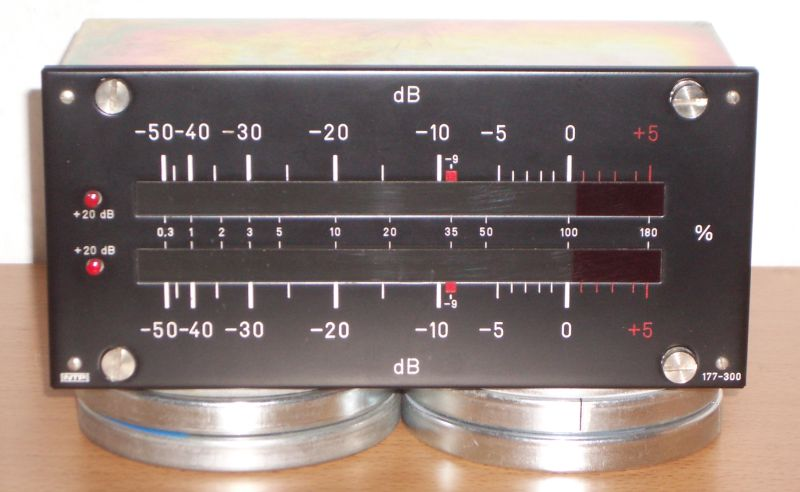
Historischer ARD-Lichtzeiger-
Aussteuerungsmesser NTP 177–300 E

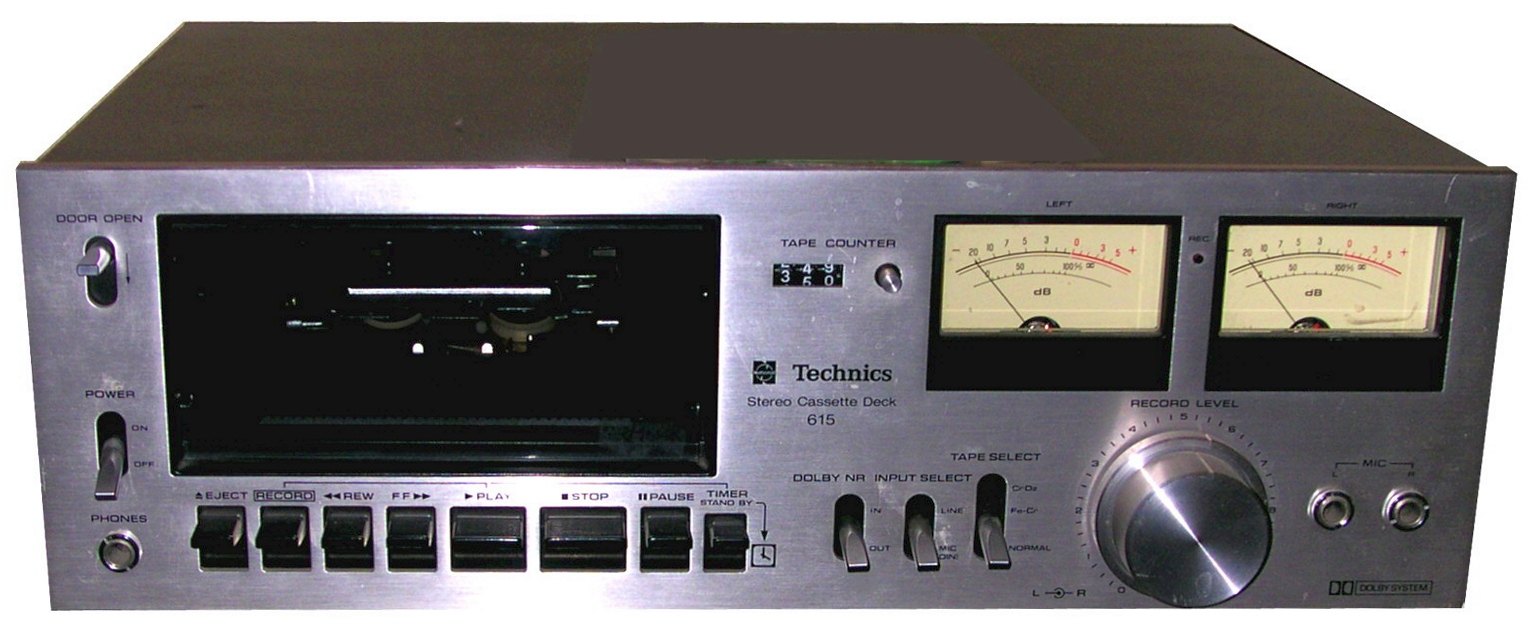
HiFi-Kassettendeck von Technics aus den 1970er Jahren mit zwei vu-Metern als Aussteuerungsmesser

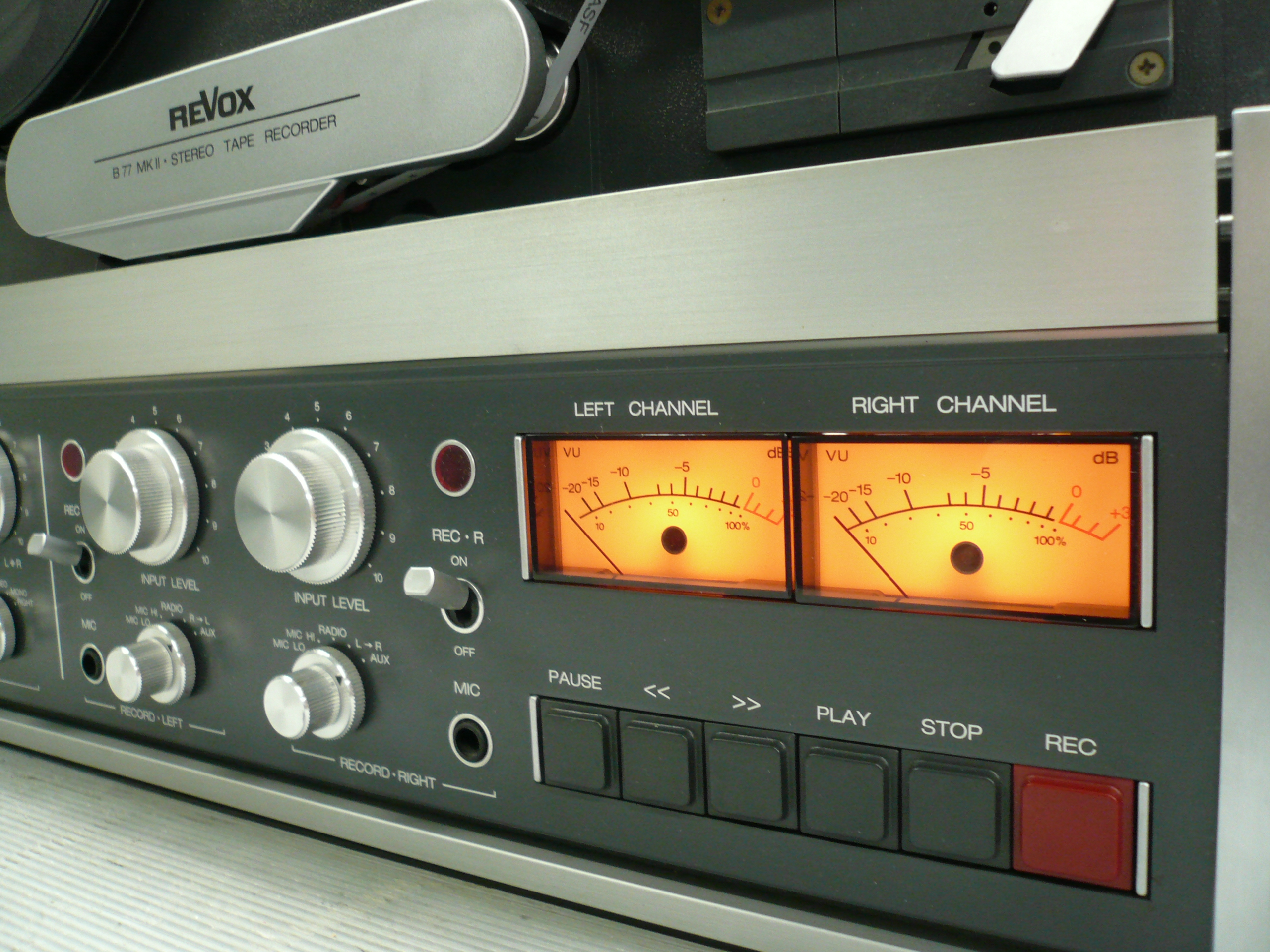
vu-Meter an einem Tonbandgerät Revox B77 MKII

Die Anzeige des Messwertes erfolgt durch mechanische Zeiger, Lichtzeiger, Leuchtdioden oder Flüssigkristallanzeigen. Die physikalischen Eigenschaften dieser Anzeigen beeinflussen die Anzeigecharakteristik des Aussteuerungsmessers. Leuchtdioden und Flüssigkeitskristalle reagieren trägheitslos, mechanische Zeiger und Lichtzeiger dagegen haben eine mechanische Trägheit und neigen zu einer bauarttypischen Mittelwert-Bildung. Die Messwerte verschiedener Aussteuerungsmesser lassen sich daher nicht direkt miteinander vergleichen, je nach Signalart erhält man für die Aussteuerung unterschiedlich hohe dB-Anzeigen.
Die meisten Aussteuerungsmesser, beispielsweise in HiFi-Geräten und Software-Produkten, haben ein undokumentiertes Anzeigeverhalten. Dessen genaue Eigenschaften kennt oft nur der Hersteller, wenn es überhaupt getestet wurde. Daneben gibt es genormte Aussteuerungsmesser beziehungsweise elektrische Pegelmesser mit genau festgelegtem Anzeigeverhalten, die in der Tonstudio-, Rundfunk-, Fernsehtechnik und Messtechnik eingesetzt werden. Zu diesen zählen das QPPM (Quasi Peak Programme Meter, Quasi-Spitzenpegelmesser), das SPPM (Sample Peak Programme Meter), das True Peak Meter (beides Spitzenpegelmesser), das vu-Meter und der Lautstärkemesser (ITU Rec. BS.1770 und BS.1771).

## Technische Eigenschaften

### Ballistische Eigenschaften
Zu den ballistischen Eigenschaften eines analogen Aussteuerungsmessers zählen:
- Trägheit (Integrationszeit), differenziert nach
  - Einschwingzeit
  - Überschwingen
  - Rücklaufzeit
- Umpolabweichung (das gleiche Signal muss, phasengedreht, den gleichen Anzeigewert ergeben)

Das Anzeigeverhalten eines analogen Aussteuerungsmessers wird nicht allein durch die physikalische Bauart seines Anzeigeinstruments bestimmt. Der Aussteuerungsanzeige ist ein Gleichrichter vorgeschaltet, der in der Praxis nicht ganz linear arbeitet. Ebenso sind Drehspulmesswerke in der Praxis nicht ideal linear.
Aussteuerungsmesser mit an sich trägheitslosen digitalen Anzeigen wie Leuchtdioden-, Flüssigkristall- oder Fluoreszenzanzeigen simulieren in ihrem Messwerk solche ballistischen Eigenschaften. Dies hat sich in der Praxis als sinnvoll erwiesen, weil das Auge erheblich träger ist als das Gehör. Die Anzeige wirkt deutlich ruhiger und ist dadurch besser ablesbar. Auch die rein in Software realisierten digitalen Aussteuerungsmesser erhalten eine künstliche Trägheit. Die physikalischen Gesetze, die für analoge Anzeigen gelten, können als mathematisches Modell in die Software eingearbeitet werden.

### Spitzenpegelmesser
Spitzenpegelmesser messen die (maximalen) Amplitudenwerte von elektrischen Signalen. Das können sowohl positive als auch negative Amplituden sein. Vor der Messung eines Tonsignals wird dieses „gleichgerichtet“, d. h., es werden normalerweise die negativen Amplitudenwerte umgepolt.
Ein analoger Spitzenpegelmesser (True Peak Meter) misst den Spitzenwert einer elektrischen Wechselspannung (USS), also entweder die positive oder die negative Spitzenamplitude. Analoge Spitzenpegelmesser für die Audiotechnik sollten für eine ausreichende Genauigkeit eine Ansprechzeit (Integrationszeit) von ≤ 1 Millisekunde besitzen.
Ein digitaler Spitzenpegelmesser zeigt im einfachsten Fall den größten (einzelnen) Samplewert eines elektrischen Signales an (SPPM). Dabei werden wahre Amplituden nur statistisch repräsentiert, denn zwischen den Abtastwerten können sich höhere Werte verbergen, die erst nach einer Abtastratenwandlung bzw. D/A-Wandlung sichtbar werden. Um die wahren Amplitudenwerte exakt sichtbar zu machen, müsste die Anzahl der Abtastwerte entsprechend einem Analogsignal unendlich groß sein. In der Praxis ist eine Überabtastung (Oversampling) um den Faktor 4 bis 8 ausreichend um den Anzeigefehler klein zu halten und das Instrument als True Peak Meter einstufen zu können.
Spitzenpegelmesser nehmen im Übertragungsbereich keinerlei Frequenzbewertung vor.

### Gleichrichtwert-Pegelmesser
Das genormte Zeigerinstrument vu-Meter (DIN IEC 60268-17) ist ein Drehspul-Messwerk. Es zeigt den Gleichrichtwert an. Die aufgebrachte Skalierung ist in der Einheit VU oder Dezibel, der Drehwinkel der Nadel ist aber linear zur angezeigten Stromstärke. Daher ist die Skala nicht gleichabständig. Ein VU-Meter mittelt die Messwerte über den bauartbedingten Messzeitraum von 300 ms. Es zeigt daher für dynamische Signale und besonders für kurze Signalspitzen niedrigere Werte an als für kontinuierliche Signale (Sinus).
Hebt man bei einem Gleichrichtwert-Pegelmesser den Bezugspunkt („0 dB“) entsprechend dem Gleichrichtwert eines Sinussignals um 4 dB an, so muss im Falle eines üblichen Messtons (kontinuierliches Sinussignal) der Pegelwert zahlenmäßig nicht von dem der Spitzenspannung unterschieden werden. Dieser Sachverhalt wird in gängiger Literatur als Vorlauf (Lead) bezeichnet.

### Effektivwert-Pegelmesser (englisch 'root mean square', RMS)
Ein Effektivwert-Pegelmesser mittelt Effektivspannungswerte über einen bauartbedingten Messzeitraum. Wie die englische Bezeichnung 'RMS' erkennen lässt, werden dazu momentane Spannungswerte quadriert, wobei negative Anteile umgepolt werden.
Bei einem normgerechten Effektivwert-Pegelmesser wird der Bezugspunkt („0 dB“) entsprechend dem Effektivwert eines stationären Sinussignals ({\displaystyle {\tfrac {1}{\sqrt {2}}}} · USS; entspr. ≈ 0,707 · USS) skaliert. Um beim Sinussignal die gleiche Anzeige wie auf einem Spitzenspannungsmesser zu erhalten, muss der Effektivmesswert (RMS) um 3 dB angehoben werden. Ein üblicher Messton liefert daher gleiche dB-Anzeigen auf beiden Instrumenten.
Musik, Sprache oder Messsignale wie Rechteck oder Sägezahn ergeben dagegen Messwerte, die von der Anzeige eines Spitzenpegelmessers abweichen. Für einmalige, sehr kurz dauernde Signale ergeben sich durch die RMS-Bewertung deutlich niedrigere Anzeigewerte. Ein kontinuierliches Rechtecksignal wird mit einem Effektivwertmesser aus dem vorher genannten Grund um 3 dB „lauter“ angezeigt als mit einem Spitzenpegelmesser. Diese Anzeigeeigenschaft führt zu der auf den ersten Blick kuriosen Anzeige von '+3' dBFS für ein Vollpegel-Rechtecksignal.
Der Effektivwert-Pegelmesser nimmt im Übertragungsbereich keine Frequenzbewertung vor.

### Lautstärkemesser (Loudness Meter)
Messgeräte zur Anzeige der Lautstärke arbeiten vom Prinzip her wie Effektivwert-Pegelmesser, im Übertragungsbereich wird jedoch eine Frequenzbewertung vorgenommen, beispielsweise die Bewertung nach der A-Kurve.

## Bauarten

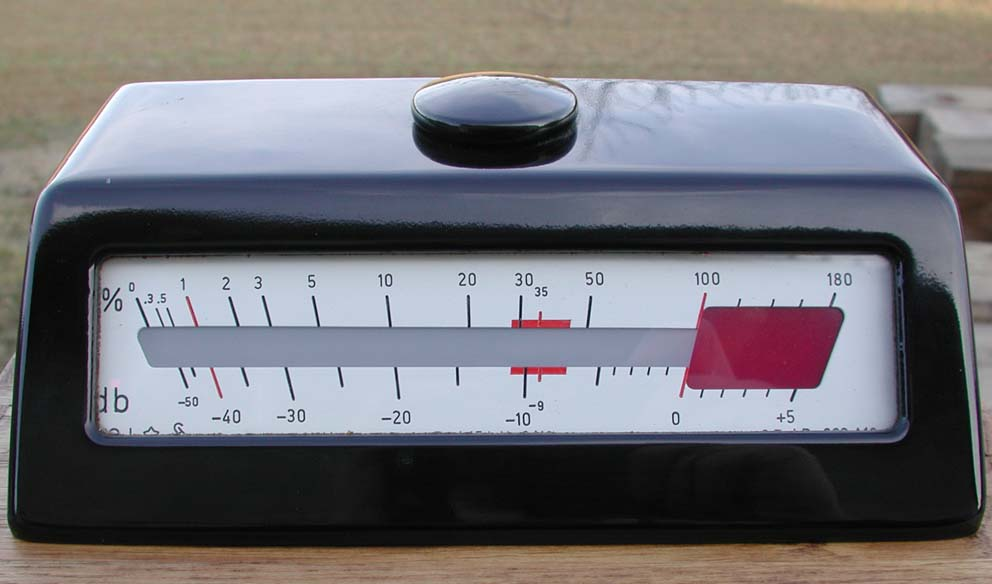
Lichtzeigerinstrument Siemens & Halske/WSW

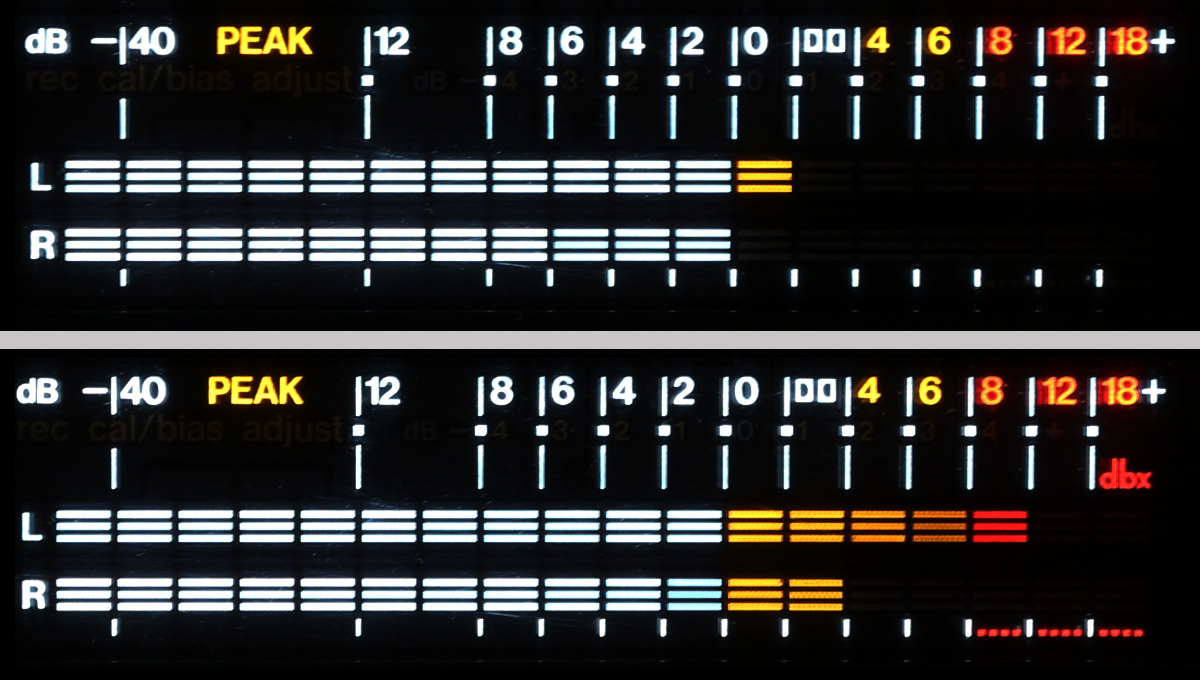
Fluoreszenzanzeige an einem High-End-Kassettendeck aus den späten 1980er Jahren mit seltener dbx-Rauschunterdrückung.

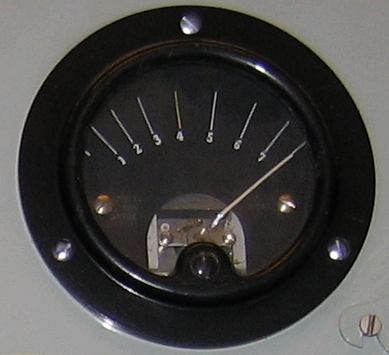
Ein älterer englischer Pegelmesser, mit für britische Geräte typischer Skalenteilung.

Zeigerinstrumente in der Audiomesstechnik sind typischerweise (dynamische) Drehspulmesswerke.
Der Lichtzeiger wurde früher in analogen Aussteuerungsmessern wegen seiner geringen Trägheit verwendet, er arbeitet ebenso mit einem Drehspul-Messwerk. Weiterhin gibt es Plasma-, Fluoreszenz-, LED- und LCD-Anzeigen. Historisch wurde auch das Magische Auge verwendet.

## Analoge Umgebung

### Geschichtliche Wurzeln
Mit Beginn der rundfunktechnischen Entwicklung fiel die Wahl für ein Anzeigeinstrument für elektrische Pegel auf die hinreichend schnellen und präzisen Spiegelgalvanometer, worin auch das charakteristische dynamische Verhalten begründet ist. Deren Skala war zunächst einzig in „Prozent Senderaussteuerung“ geeicht; später kamen das heute ungebräuchliche Neper sowie, über Bell USA, die Eichung in Dezibel hinzu. Die – als deutsche Spezialität einzigartige – Prozentskala trat in den letzten Jahrzehnten immer mehr in den Hintergrund, um bei aktuellen Geräten vollständig vom international gebräuchlichen dB abgelöst worden zu sein. Ausnahme ist die Unterhaltungselektronik, insbesondere die vu-Meter.

### Aussteuerungsmesser nach DIN
In durchgehend analogen Signalwegen kommen überwiegend Aussteuerungsmesser nach DIN 45406 (ARD-Aussteuerungsmesser) zum Einsatz. Sie besitzen eine in dB und Prozent kalibrierte Skala zwischen −50 dB (0,3 %) und +5 dB (180 %). Ihre Integrationszeit (Ansprechzeit) beträgt 10 ms, d. h. ein einzelner Impuls von 0 dB und 10 ms
Dauer ruft eine Anzeige von −1 dB (90 %) hervor, eine Spitze von 0 dB und 3 ms Dauer eine Anzeige von −4 dB. Auf die Anzeige noch kürzerer Pegelspitzen wird verzichtet, da derart kurze Übersteuerungen (in analoger Umgebung) vom menschlichen Gehör nicht mehr wahrgenommen werden.

 Die Rücklaufzeit muss für sicheres Ablesen hinreichend groß sein; die Norm sieht einen Wert von 1,5 s für einen Abfall von 0 auf −20 dB vor.
Der 0 dB-Punkt der Skala (100 %) ist auf einen absoluten Pegel von +6 dBu (entspr. 1,55 Veff bei sinusförmigem Pegelton) geeicht (ARD-Rundfunknormpegel).
Die Geräte besitzen eine Taste zur Erhöhung der Empfindlichkeit um 20 dB, damit z. B. in Modulationspausen Fremdspannungen genauer abgelesen werden können. Außerdem ist bei −9 dB (35 %) eine Kalibriermarke für die messtechnische Überprüfung von Tonfrequenzleitungen angebracht.

## Digitale Umgebung
Der wesentliche Gegensatz in der Audiotechnik lautet nicht „Analog oder Digital“. Da digitale Aufzeichnungsgeräte in direkter Konkurrenz zu den analogen Verfahren entstanden sind und mit ihnen auch die Digital-Mischpulte und -Effektgeräte aufkamen, sieht dies lediglich auf den ersten Blick so aus.
Der technische Unterschied ergibt sich vielmehr durch die – aus rein technischer Sicht – mangelhafte Linearität analoger Aufzeichnungsverfahren und der Röhrentechnik. Ihnen ist gemeinsam, dass sie im Bereich der Vollaussteuerung den optimalen Kompromiss zwischen (hohem) Rauschabstand und (niedrigem) Klirrfaktor erreichen. Oberhalb davon sorgen Sättigungseffekte der analogen Bandtechnik und der Röhrentechnik für den „angenehmen Klang“. Physikalisch betrachtet ist dies eine nichtlineare Signalveränderung ähnlich einem Kompressor, vermischt mit angenehm klingender Verzerrung durch Ganzzahlige Vielfache des Grundtons (= ungeradzahlige Obertöne). Dieser Effekt nennt sich beim Tonband „Bandsättigung“ und beim Gitarrenverstärker „Overdrive“.
Im Gegensatz dazu steht die digitale Tonsignalverarbeitung, und zwar zusammen mit der analogen Transistortechnik. Ihnen ist gemeinsam, dass die Übersteuerungsgrenze eines Audioeingangs oder -Kanals eine feste Größe ist. Bei digitalen Signalen liegt sie systembedingt bei 0 dBFS, bezogen auf einzelne Samples. Bei analogen Transistorschaltungen liegt sie bei der Obergrenze der Versorgungsspannung, genauer gesagt aus technischen Gründen in der Praxis geringfügig darunter. Bei Übersteuerung eines digitalen Gerätes tritt nahezu schlagartig ein erheblicher Anstieg der nichtlinearen Verzerrungen auf (Clipping). Dies gilt aber genauso für die Transistorschaltung.
Mit Einzug der Digitaltechnik ließen sich auch völlig trägheitslose Aussteuerungsmesser realisieren, die auf das Bit genau die höchste Aussteuerung anzeigen können. Es hat sich in der Praxis aber sehr schnell gezeigt, dass diese trägheitslosen Anzeigen zur Aussteuerung ungeeignet sind, das Auge ist dafür viel zu träge. Auch den digitalen Anzeigen wurde eine künstliche Trägheit beigebracht, zumindest besitzen sie eine mehr oder weniger stark gedämpfte Rücklaufzeit, damit das Auge die Pegelspitzen noch registrieren kann.
Aussteuerungsmesser für digitale Umgebungen sind in DIN IEC 60268-18 genormt. Die Anzeige, die zwischen −60 und 0 dB liegt, ist in dBFS geeicht; eine Anzeige positiver dB-Werte ist wegen der hohen Ansprechgeschwindigkeit nicht unbedingt erforderlich. Diese Instrumente eignen sich für die Erkennung von Amplitudenspitzen, besonders in der Audioproduktion, um Klippung zu vermeiden.
Es hat sich jedoch gezeigt, dass eine Aussteuerung unterschiedlicher Audio-Genres nach 'wahren' Spitzenwerten ein starkes Ungleichgewicht zwischen sehr spitzenhaltigen und dichten (komprimierten) Audiosignalen verursachen kann, wie es beim Quasispitzen-Aussteuerungsmesser nach DIN nicht auftritt. Dieses Ungleichgewicht wirkt sich in stark unterschiedlicher Lautstärke aus.
Ein zusätzliches Phänomen digitaler Aussteuerungsmesser besteht darin, dass diese bisher meist nur statistisch wahre Spitzenwerte in Form von Abtastwerten anzeigen (SPPM), denn zwischen den Abtastwerten können sich höhere Werte verbergen, die erst nach einer Abtastratenwandlung bzw. D/A-Wandlung sichtbar werden. Diesen Nachteil versuchen neuere Aussteuerungsmesser vor der Messung durch eine mindestens 4-fache Überabtastung (Oversampling) zu vermeiden.
In der Rundfunk- und Fernsehtechnik werden digitale Aussteuerungsmesser verwendet, die die ballistischen Eigenschaften des genormten analogen QPPM-Aussteuerungsmessers genau nachbilden. Somit konnte die Arbeitsweise aus der analogen in die digitale Welt übernommen werden. Hier kommt die Aussteuerungsreserve (Headroom) von 9 dB zum Tragen, da die Scheitelwerte von Sprache oder Musik +3 bis +6 dB über dem Anzeigewert des genormten Aussteuerungsmessers liegen können. In seltenen Fällen treten sogar bis zu +9 dB auf. Der aus der EBU-Empfehlung R.68 abgeleitete 9 dB-Headroom gilt speziell für Aussteuerungsmesser mit diesem ballistischen Verhalten. Diese Arbeitsweise stellt sicher, dass weder bei analoger noch bei digitaler Audioübertragung Verzerrungen entstehen.
Das Anzeigeverhalten von analogen und digitalen Aussteuerungsmessern wurde 1998 von der Hörfunkbetriebsleiter-Konferenz im Dokument Pflichtenheft 3/6 festgelegt. Dieses Dokument weist ausdrücklich darauf hin, dass der dort spezifizierte Aussteuerungsmesser nicht zu verwechseln ist mit den in DIN-IEC 268-10 Typ II und DIN-IEC 268-17 genormten Geräten.

## Ausführung in anderen Ländern
Traditionell sind in verschiedenen europäischen Ländern Aussteuerungsmesser mit unterschiedlichen Skalenteilungen und Anzeigecharakteristika im Einsatz. Ihre Eigenschaften sind in DIN IEC 60268-10 beschrieben. Demnach sind folgende Typen zu unterscheiden:
|                  | DIN IEC 60268-10             | DIN IEC 60268-10            | DIN IEC 60268-10    | DIN IEC 60268-10              | DIN IEC 60268-18            |
|                  | Typ I (DIN)                  | Typ I (Nordic)              | Typ IIa (British)   | Typ IIb (EBU)                 | Digital                     |
| Skala            |                              |                             |                     |                               |                             |
| Bezugsanzeige    | „0 dB“                       | „Test“ (0 dB)               | „6“                 | „+9 dB“                       | „0 dB“                      |
| Bezugspegel      | +6 dBu (≈ 1,55 V)1           | 0 dBu (≈ 0,775 V)1          | +8 dBu (≈ 1,94 V)1  | +9 dBu (≈ 2,18 V)1            | 0 dBfs                      |
| Integrationszeit | 5 ms / 80 %                  | 5 ms / 80 %                 | 10 ms / 80 %        | 10 ms / 80 %                  | ≤ 1 ms                      |
| Rücklaufzeit     | 1,5 s („0 dB“ bis „−20 dB“)  | 1,5 s („0 dB“ bis „−20 dB“) | 2,8 s („7“ bis „1“) | 2,8 s („+12 dB“ bis „−12 dB“) | 1,7 s („0 dB“ bis „−20 dB“) |
|                  | 1 bei sinusförmigem Pegelton |                             |                     |                               |                             |

Aussteuerungsmesser nach DIN IEC 60268-10 I entsprechen der im Jahr 2000 ausgelaufenen DIN 45406 mit dem Unterschied, dass deren Integrationszeit nun mit 5 ms auf 80 % Anzeige (−2 dB) angegeben wird. Das entspricht dem früheren DIN-Verhalten (10 ms auf 90 %). Bei skandinavischen Rundfunkanstalten gebräuchliche Geräte haben gleiche Eigenschaften, jedoch eine abweichende Skala („Nordic Scale“) mit einem Bezugspunkt bei 0 dBu.
In Großbritannien sind Aussteuerungsmesser mit einer Skalenteilung von „1“ bis „7“ („British Scale“) üblich; zwischen den Teilstrichen liegen jeweils 4 dB. Der Bezugspunkt liegt bei „6“, bei einem Bezugspegel von +8 dBu. Diese Geräte sind in DIN IEC 60268-10 IIa genormt.
Für internationale Tonübertragungen im Rahmen der EBU sind Geräte nach DIN IEC 60268-10 IIb mit einer Skala von −12 bis +12 dB (ein Teilstrich entspricht 2 dB) im Gebrauch. Der Bezugspunkt liegt bei +9 dB, der Bezugspegel bei +9 dBu; eine Referenzmarke ist bei 0 dB(u) angebracht.

## Praxis
Der Aussteuerungsmesser muss ein präzises und ermüdungsfreies Ablesen ermöglichen. Dabei ist die technische Ausführung prinzipiell nachrangig: „Zeigerinstrument“ bedeutet nicht unbedingt „vu-Meter“; „LED-Kette“ nicht zwangsläufig „Spitzenwertanzeige“. Entscheidend ist die Art des vorgeschalteten Messverstärkers (Gleichrichters). So waren in deutschen Tonstudios durchaus Drehspulmesswerke mit Rohrzeigern gebräuchlich – verbreiteter waren Geräte mit Lichtzeiger –, die ab den späten 1970er Jahren von Geräten mit LED-Ketten oder Gasplasmaanzeigen abgelöst wurden. Während früher Messverstärker (U70, U270, U370…) und Anzeigegerät (J45, J47, J645…) in separaten Gehäusen untergebracht waren, sind heute ausschließlich integrierte Geräte auf dem Markt. Diese besitzen zum Teil einen eingebauten Korrelationsgradmesser zur Anzeige der Monokompatibilität.
Aussteuerungsmesser eignen sich nicht für eine Lautstärkemessung bzw. einen Lautstärkevergleich. Nur mit einiger Erfahrung kann von der Anzeige ungefähr auf die Lautstärkeverhältnisse geschlossen werden. Werden unterschiedliche Tonprogramme mit gleichem Pegel ausgesteuert, ergeben sich unterschiedliche Lautheiten.
Die unterschiedlichen ballistischen Eigenschaften von Aussteuerungsmessern für analoge und digitale Umgebung führen zu Schwierigkeiten bei der praktischen Beurteilung des Durchschnittspegels. Aussteuerung lediglich mit einem Gerät mit kurzer Integrationszeit führt tendenziell zu Untersteuerung, da durch die Anzeige kürzester Pegelspitzen ein scheinbar höherer Durchschnittspegel angezeigt wird. Manche Aussteuerungsmesser sind in ihrer Anzeigecharakteristik umschaltbar; für eine korrekte Aussteuerung muss aber mit schneller und langsamer Anzeige gleichzeitig gearbeitet werden – entweder also mit zwei Geräten oder mit einem Gerät mit kombinierter Anzeige.
Die in vielen Geräten aus den USA oder Japan eingebauten vu-Meter haben nach Norm eine recht große Integrationszeit von 300 ms um Signalspitzen anzuzeigen. Diese VU-Meter werden daher manchmal mit einer zusätzlichen einzelnen LED zur Anzeige des Spitzenwerts versehen, was in der Praxis aber eine unzureichende Lösung darstellt.
Zum Beispiel ist bei HiFi- und Heim-Magnettonbandgeräten die Einhaltung sinnvoller Verzerrungsgrenzen sehr schwierig. Das kann ein wenig durch nicht normgerechte Aussteuerungsanzeigen ausgeglichen werden. Diese Anzeigen weisen bewusst eine Frequenzgangverzerrung auf und im Idealfall eine Kombination von VU-Metern und Spitzenwertanzeigen. Bei den meisten Heimtongeräten ist eine korrekte Aussteuerung in tontechnischer Hinsicht jedoch kaum möglich, weder in Hinsicht auf die Lautstärke, noch in Hinsicht auf die Einhaltung einer befriedigenden Klangqualität (Ausreizen der Verzerrungsgrenze).
Neben den auf ARD-Normpegel (+6 dBu) geeichten Aussteuerungsmessern kommen zunehmend auf den internationalen Wert für Vollaussteuerung (+4 dBu, entspr. 1,228 Veff bei sinusförmigem Pegelton) geeichte Geräte auf den Markt. Moderne Aussteuerungsmesser besitzen daher einen umschaltbaren Bezugspegel.
Als Hersteller von Aussteuerungsmessern sind im Wesentlichen die Firmen RTW (Köln) sowie DK-Technologies (vormals NTP, Dänemark; Markenname „DK-Audio“) und Dorrough (Woodland Hills, California, USA), auf dem Markt vertreten (früher z. B. auch AEG-Telefunken, Siemens oder EAB).
Neben Geräten existiert auch eine zunehmende Zahl softwarebasierender Aussteuerungsmesser, die sowohl für Messungen in Echtzeit als auch für filebasierende Workflows eingesetzt werden können. Sie sind in Form von Software-Plug-Ins und/oder als eigenständige Software verfügbar. Einige der bekanntesten Hersteller dafür sind Dolby Laboratories (San Francisco, USA), NuGen Audio (Leeds, England), Pinguin (Hamburg, Deutschland) und TC Electronic A/S (Risskov, Dänemark). Die meisten dieser softwarebasierenden Aussteuerungsmesser können für unterschiedliche Integrationszeiten und Bezugspegel eingestellt werden, viele messen neben dem elektrischen Signalpegel mittlerweile auch die Lautheit nach ITU BS.1770-2 respektive EBU R128.